# Arthur Haack

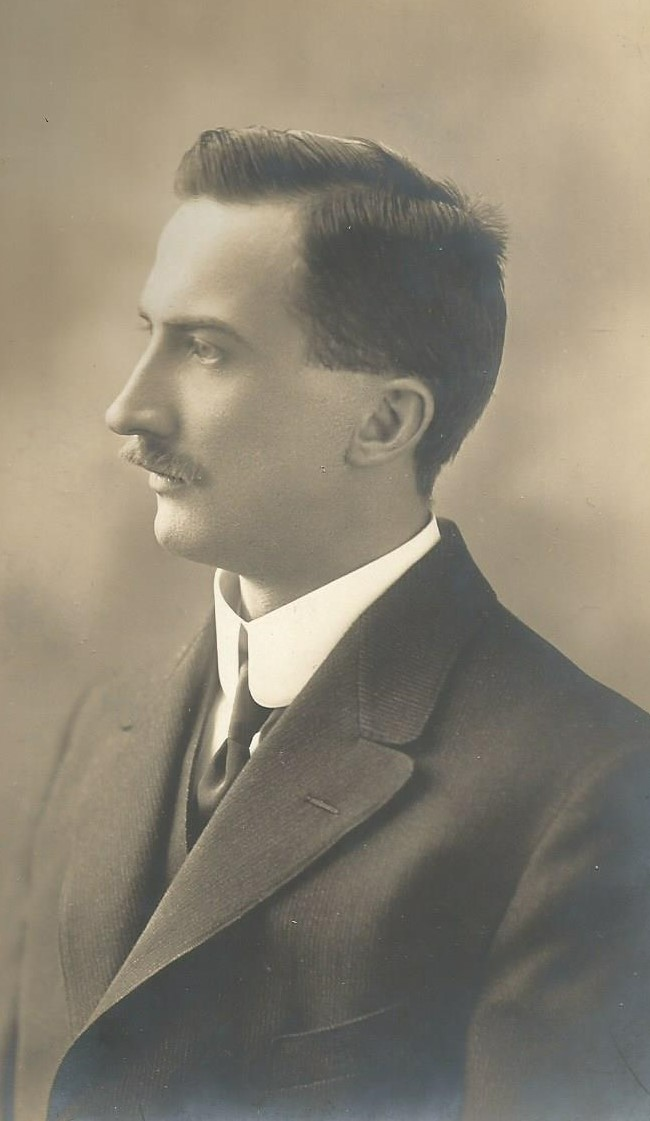
Arthur Haack ca. 1908

Arthur Haack (* 9. November 1880 in Klobbicke; † 23. März 1915 auf der Baffininsel im kanadischen Territorium Nunavut) war ein deutscher Polarfilmer.

## Leben
Arthur-Georg Haack wurde als Sohn des Lehrers Carl Haack 1880 in Klobbicke geboren. Nach einer Fotografen-Ausbildung in Berlin ging er im Alter von 25 Jahren nach Amerika. Mit seinem Freund Rudolph Franke, der in Biesenthal geboren wurde, heuerte er auf der „S.S. Guide“ von Kapitän Joseph-Elzéar Bernier an. Sie machten sich auf den Weg nach Pond Inlet in Kanada, um das Leben der Inuit zu erforschen. Dabei entstand der erste Dokumentarfilm Kanadas „The Land of the Midnight Sun“. Er erfror, auf einem Schlitten sitzend und mit einer Pfeife im Mund. Sein Freund Franke konnte gerettet werden. Seit 2019 befindet sich ein Denkmal für Arthur Haack vor seinem Geburtshaus in Klobbicke/Breydin/Barnim.
Sein Grab befindet sich auf dem  Igarjua Cemetery in Pond Inlet.

## Weblinks

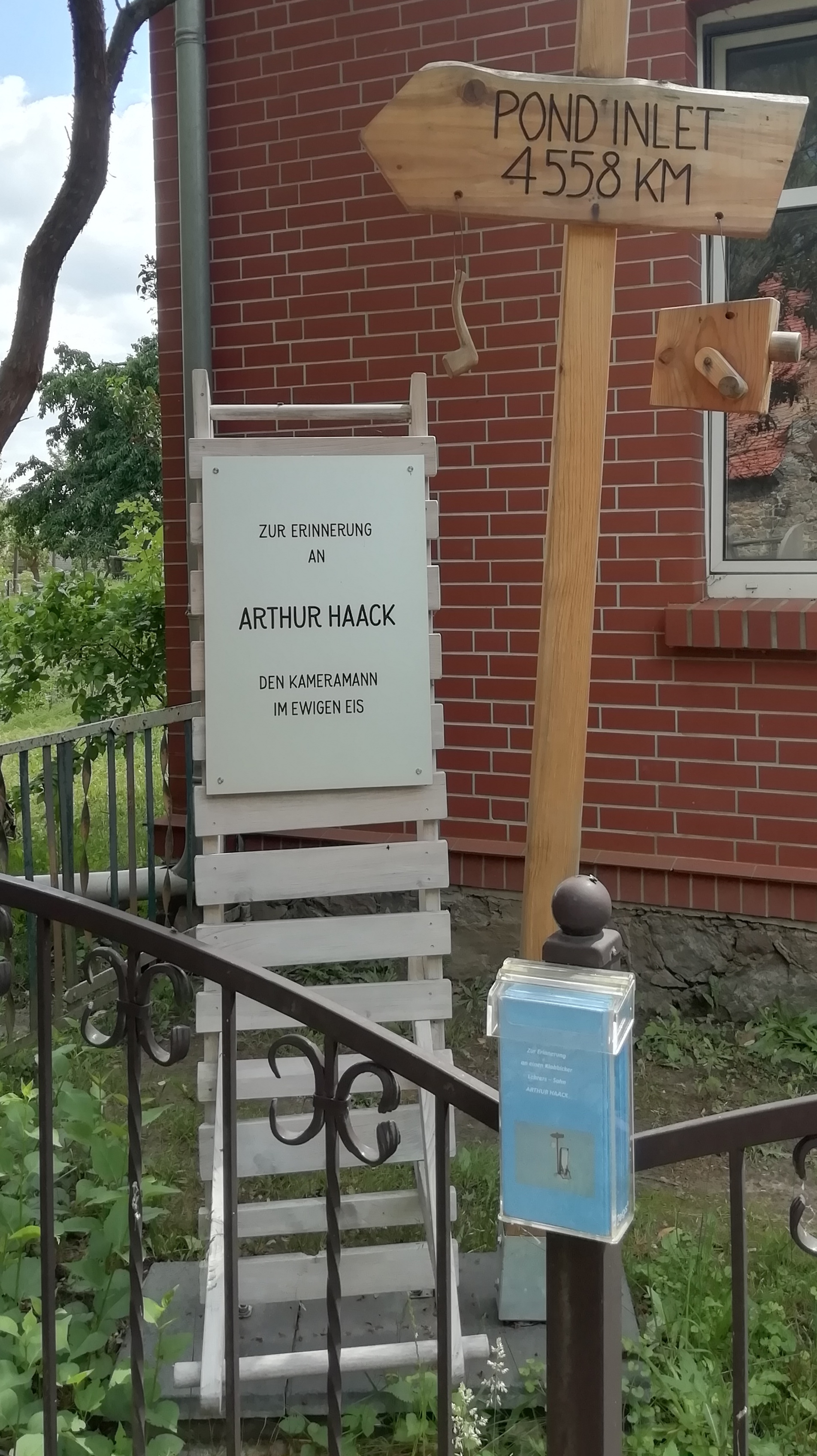